# 中共中央军委机关旧址纪念馆
中共中央军委机关旧址纪念馆又稱澎湃烈士在沪革命活动地点，是位於中華人民共和國上海市靜安區新闸路613弄12號的一個中共歷史紀念館，面积192平方米，由中共二大会址纪念馆负责运营管理。場館內主要展示中央军委從成立至1933年1月离开上海前往苏区的那段歷史。
纪念馆所在地原為新闸路经远里，纪念馆的石库门里弄建筑最初建於1919年。杨殷、彭湃等人曾在此被捕。該紀念館於2021年5月10日正式開館。